# Justine D'Hondt
Justine D'Hondt (8 juli 1999) is een Belgisch volleybalster.

## Levensloop
D'Hondt was tijdens haar jeugd actief bij Avo Melsele en na de fusie met Asterix Kieldrecht in 2016 bij Asterix Avo Beveren. Met deze club werd ze vijfmaal landskampioen (2017, 2018, 2019, 2020 en 2021), won ze driemaal de Beker van België (2017, 2018 en 2021) en viermaal de Supercup (2016, 2017, 2018 en 2019). In 2021 maakte ze de overstap naar VC Oudegem. D'Hondt kwam echter dat seizoen niet veel tot spelen. In een oefenpartij voorafgaand aan het seizoen scheurde ze de kruisbanden van haar knie, alsook haar mediale band. Eveneens dat seizoen won ze als kapitein met VC Oudegem de Beker van België.